# Aunt Mary
Aunt Mary — норвезький прогресивний рок гурт 1970-х років.
Вони підписали контракт з лейблом Polydor Records у Данії.
У 1970 році гурт Aunt Mary випустив однойменний студійний альбом.
Гурт поступово рухався до прогресивного року з записами альбомів Loaded у 1972 році та Janus у 1973 році.
Гурт розпався в 1973 році, але з 1978 року знову збирався для кількох концертів.
Колишній вокаліст гурту Ян Грот помер від раку 27 серпня 2014 року у віці 68 років.
У 2019 році гурт відвідав США.

## Склад гурту
- Ян Грот (Jan Groth) — вокал, клавішні, гітара
- Бьорн Крістіансен (Bjørn Kristiansen) — гітара, вокал
- Свейн Гундерсен (Svein Gundersen) — бас, фортепіано, вокал
- Кетіл Стенсвік (Ketil Stensvik) — барабани, вокал
- Бенгт Єнссен (Bengt Jenssen) — Клавіатури
- Ейрікур Хаукссон (Eirikur Hauksson) — бас
- Пер Івар Фуре (Per Ivar Fure) — Флейта, саксофон, вокал
- Іван Лаурітцен (Ivan Lauritzen) — барабани
- Ойстейн Селеніус Олсен (Øystein Selenius Olsen) — бас

## Дискографія
Студійні альбоми
- 1970: Aunt Mary (Polydor) gjenutgitt 1974 på Karussell som Whispering Farewell
- 1972: Loaded (Philips)
- 1973: Janus (Vertigo)
- 1992: Bluesprints (Sonet)
- 2016: New Dawn (Playground)

Збірні альбоми
- 1974: The Best of Aunt Mary (Philip)
- 1975: The Best of Aunt Mary Volume 2 (Philips)
- 2007: The Things We Stood For

Концертні альбоми
- 1981: Live Reunion (Philips)
- 2009: Barbed Wire Waves (Pan) — a radio concert recorded in 1971

### Сингли
(вибірково)
- 1970: "Did You Notice?"/"The Ball"
- 1971: "Jimi, Janis and Brian"/"Stop Your Wishful Thinking"
- 1971: "Whispering Farewell"/"All My Sympathy for Lily"
- 1972: "G Flat Road"/"Joinin' the Crowd"
- 1972: "Rosalind"/"In the Hall of the Mountain King"
- 1973: "Nocturnal Voice"/"Mr. Kaye"
- 2016: "Slave Parade"